# (73606) 4079 T-2
(73606) 4079 T-2 – planetoida z pasa głównego asteroid okrążająca Słońce w ciągu 4,22 lat w średniej odległości 2,61 j.a. Odkryta 29 września 1973 roku.